# بييترو ايميلو
بييترو ايميلو (بالإيطالية: Pietro Iemmello)‏ (6 مارس 1992 بقطنصار في إيطاليا - ) هو لاعب كرة قدم إيطالي في مركز الهجوم. شارك مع منتخب إيطاليا تحت 16 سنة لكرة القدم ومنتخب إيطاليا تحت 17 سنة لكرة القدم ومنتخب إيطاليا تحت 18 سنة لكرة القدم ومنتخب إيطاليا تحت 19 سنة لكرة القدم. أما مع النوادي، فقد لعب مع فيورنتينا ونادي برو فيرتشيلي ونادي سبيزيا ونادي فوجيا ونادي نوفارا.

## وصلات خارجية
- بييترو ايميلو على موقع الاتحاد الدولي (مؤرشف)  (الإنجليزية)
- بييترو ايميلو على موقع الاتحاد الأوربي (الإنجليزية)
- بييترو ايميلو على موقع قاعدة بيانات كرة القدم.إي يو (الإنجليزية)
- بييترو ايميلو على موقع Soccerway.com (الإنجليزية)
- بييترو ايميلو على موقع AS.com (الإسبانية)

1. ↑  Iemmello received a call-up to a friendly tournament in March 2008,[2] however the archive of Italian Football Federation did not have the record of the matches (Ireland, Turkey, Malta), thus his cap for the under-16 team was at least, 2 as indicated by the archive, plus starting appearance against منتخب تركيا تحت 17 سنة لكرة القدم, as indicated by Turkish Football Federation.[3]